# 灵川大节竹
灵川大节竹（学名：Indosasa lingchuanensis）为禾本科大节竹属下的一个种。